# Palo Seco, San Luis Potosí
Palo Seco är en ort i Mexiko.   Den ligger i kommunen Villa Juárez och delstaten San Luis Potosí, i den centrala delen av landet, 300 km norr om huvudstaden Mexico City. Palo Seco ligger 1 114 meter över havet och antalet invånare är 1 291.
Terrängen runt Palo Seco är huvudsakligen platt, men norrut är den kuperad. Terrängen runt Palo Seco sluttar söderut. Runt Palo Seco är det glesbefolkat, med 12 invånare per kvadratkilometer. Närmaste större samhälle är Cerritos, 12,6 km nordväst om Palo Seco. Trakten runt Palo Seco består till största delen av jordbruksmark.